# Acridoschema aberrans
Acridoschema aberrans är en skalbaggsart som först beskrevs av Jordan 1894.  Acridoschema aberrans ingår i släktet Acridoschema och familjen långhorningar.
Artens utbredningsområde är Gabon. Inga underarter finns listade i Catalogue of Life.